# بلمتن
بلمتن (به لاتین: Bälmeten) یک کوه در سوئیس است که در کانتون آوری واقع شده‌است. بلمتن ۲٬۴۱۶ متر بالاتر از سطح دریا واقع شده‌است.